# Campbellsville

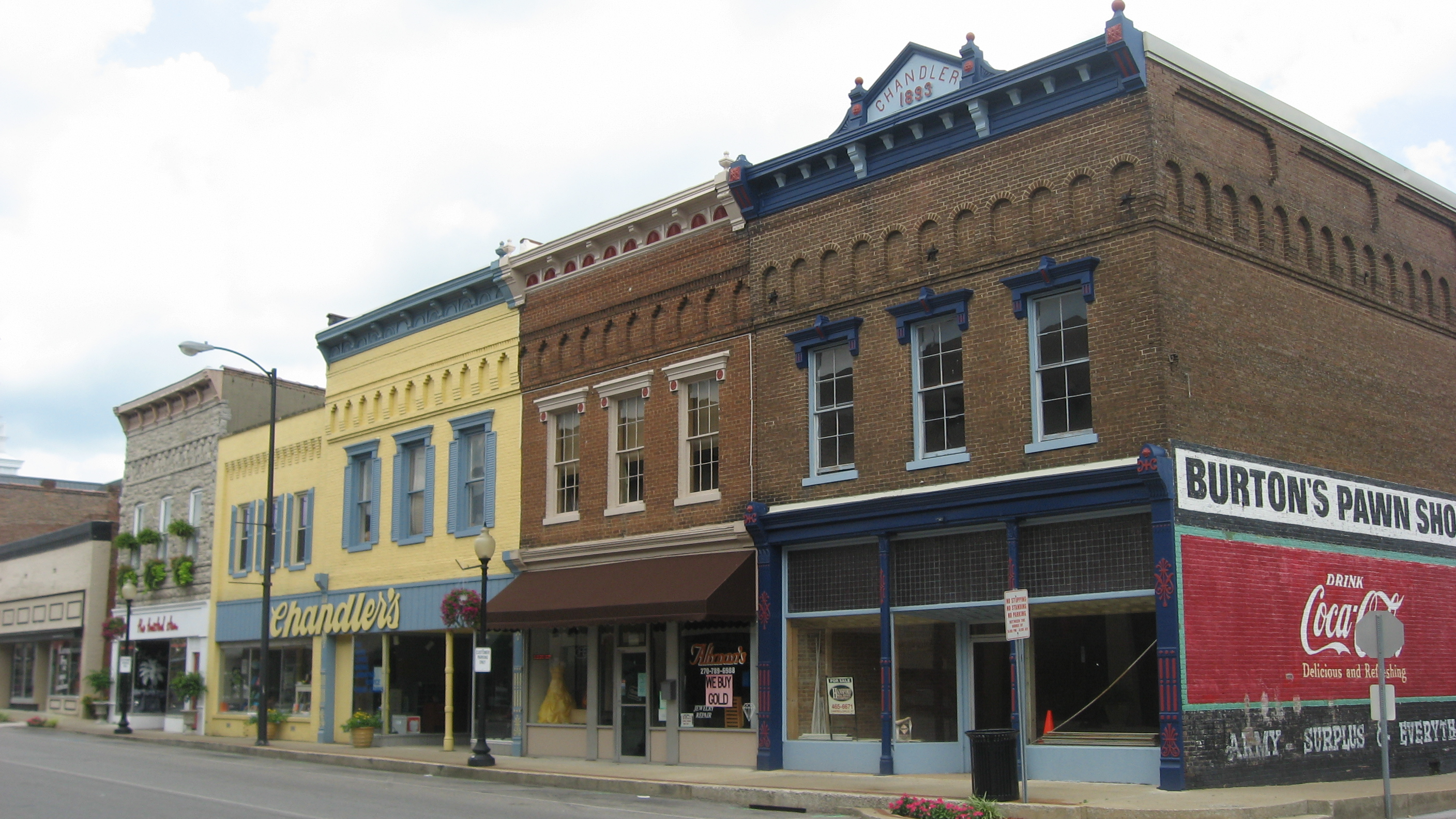

Campbellsville is een plaats (city) in de Amerikaanse staat Kentucky, en valt bestuurlijk gezien onder Taylor County.

## Demografie
Bij de volkstelling in 2000 werd het aantal inwoners vastgesteld op 10.498.
In 2006 is het aantal inwoners door het United States Census Bureau geschat op 10.890, een stijging van 392 (3,7%).

## Geografie
Volgens het United States Census Bureau beslaat de plaats een oppervlakte van
15,6 km², waarvan 15,4 km² land en 0,2 km² water. Campbellsville ligt op ongeveer 250 m boven zeeniveau.

## Plaatsen in de nabije omgeving
De onderstaande figuur toont nabijgelegen plaatsen in een straal van 28 km rond Campbellsville.

## Geboren
- J.B. Holmes (1982), golfprofessional
- Quentin Goodin (1993), basketballer